# CGU Insurance
CGU Insurance ist ein australisches Versicherungsunternehmen. Das auf Sachversicherung spezialisierte Unternehmen mit Sitz in Melbourne gehört seit 2003 zur Insurance Australia Group.

## Hintergrund und Geschichte
CGU Insurance entstand 1998 durch den Zusammenschluss der britischen Versicherungsgruppen Commercial Union und General Accident zu CGU, in diesem Zusammenhang wurden die jeweiligen australischen Töchterunternehmen ebenfalls miteinander verschmolzen. 2000 ging CGU nach einem Zusammenschluss mit Norwich Union in der globalen Versicherungsgruppe CGNU auf, die sich im Sommer 2002 in Aviva umbenannte. 
Nach dem Zusammenbruch von HIH Insurance 2001, der seinerzeit zweitgrößten australischen Versicherungsgruppe, wurden im folgenden Jahr das Versicherungsaufsichtsrecht reformiert und die Befugnisse der australischen Aufsichtsbehörde Australian Prudential Regulation Authority erweitert. Daraufhin veräußerte Aviva im Herbst 2002 die australische Versicherungstochter CGU Insurance sowie das neuseeländische Schwesterunternehmen New Zealand Insurance zum anstehenden Jahreswechsel an die Insurance Australia Group, während die Asset-Management-Aktivitäten in den beiden Ländern innerhalb des Konzerns bestehen blieben. 2015 erwarb CGU Insurance den Underwriter Accident & Health International sowie die Risikomanagementfirma Dynamiq.